# بونویستا، بوهول
بونویستا، بهل (به لاتین: Buenavista, Bohol) یک منطقهٔ مسکونی در فیلیپین است که در بهل واقع شده‌است.